# اینگا فیشر-یالمارش

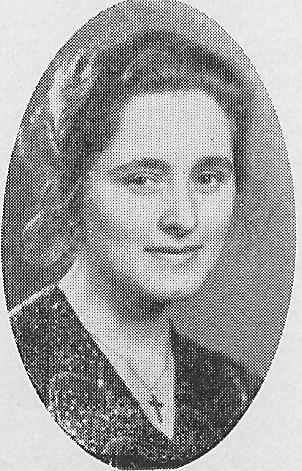
نگاره‌ٔ اینگا فیشر-یالمارش، دانشمند اهل سوئد

اینگا فیشر-یالمارش(به سوئدی: Inga Fischer-Hjalmars) (۱۶ ژانویه ۱۹۱۸، استکهلم - ۱۷ سپتامبر ۲۰۰۸، لیدینگو) فیزیک‌دان، شیمی‌دان، داروساز ،انسان‌گرا و پیشگام در شیمی کوانتوم بین‌المللی بود. او یکی از پیشگامان استفاده از مکانیک کوانتومی برای حل مشکلات در شیمی نظری بود. فیشر-یالمارش همچنین به عنوان رئیس شورای بین‌المللی علوم در گردش آزاد دانشمندان فعالیت داشته‌است.

## زندگی
وی کارشناسی خود را در سال ۱۹۳۹ (داروسازی)، کارشناسی ارشد در سال ۱۹۴۴ (فیزیک، شیمی و ریاضیات) دریافت کرد و با تحصیلات تکمیلی ادامه داد و در سال ۱۹۴۹ کارشناسی خود را در مکانیک و دیگری در شیمی دریافت کرد. او با استاد مهندسی مکانیک استیگ هژلار ازدواج کرد.
در سال ۱۹۴۹ او کار خود را به عنوان پزشک شروع کرد، که در سال ۱۹۵۲ در دانشگاه استکهلم به دست آورد، جایی که به عنوان استادیار فیزیک مکانیکی و ریاضی فیزیک درآمد. او همچنین در دوره ۶۳–۱۹۵۹، آزمایشگاه خدمات فیزیک ریاضی را در مؤسسه سلطنتی فناوری کی‌تی‌اچ اداره کرد. در سال ۱۹۶۳ در دانشگاه استکهلم، وی به عنوان اولین استاد زن فیزیک نظری سوئد درآمد، جایی که به عنوان آموزگار محبوب شناخته شد.

## جوایز
- ۱۹۹۰، جایزه حقوق بشر دانشمندان، آکادمی علوم نیویورک [۵]

## کتابشناسی - فهرست کتب
- Acton, Q. Ashton (1 May 2013). Issues in Education by Subject, Profession, and Vocation: 2013 Edition. Scholarly Editions. ISBN 978-1-4901-0922-0.